# 111 ciento once
111: Centoundici (Versión italiana) / 111: Ciento once (Versión española) es el segundo álbum del cantante italiano Tiziano Ferro, lanzado a la venta en el año 2003. Del álbum se extraen numerosos sencillos, como el exitoso Sere nere/Tardes negras (incluido en la banda sonora de la película Tres metros sobre el cielo), Ti voglio bene/Desde mañana no lo sé (cuya letra habla del fin de la amistad de Ferro con uno de sus amigos) y Non me lo so spiegare/No me lo puedo explicar. La gira "111% Tour" obtuvo muy buena aceptación, con estadios llenos en toda Italia.

## Lista de canciones
| 111: Centoundici |                                      |          |  |
| N.º              | Título                               | Duración |  |
| 1.               | «Centoundici»                        | 4:19     |  |
| 2.               | «Xverso»                             | 3:51     |  |
| 3.               | «Sere nere»                          | 4:24     |  |
| 4.               | «Ti voglio bene»                     | 4:48     |  |
| 5.               | «In bagno in aereoporto»             | 2:49     |  |
| 6.               | «Non me lo so spiegare»              | 4:00     |  |
| 7.               | «Mia nonna»                          | 3:31     |  |
| 8.               | «10 piegamenti!»                     | 2:51     |  |
| 9.               | «Temple bar»                         | 4:06     |  |
| 10.              | «Giugno '84»                         | 3:12     |  |
| 11.              | «Eri come l'oro e ora sei come loro» | 3:51     |  |
| 12.              | «Chi non ha talento insegna»         | 4:45     |  |
| 13.              | «13 anni»                            | 3:30     |  |
| 14.              | «Xdono (Perdono - Bonus track)»      | 3:59     |  |
| 15.              | «Imbranato (Bonus track)»            | 5:01     |  |
| 58:57            |                                      |          |  |

| Bonus tracks (Versión Brasileña) |                          |          |  |
| N.º                              | Título                   | Duración |  |
| 16.                              | «Sere nere (feat. Liah)» | 4:17     |  |
| 1:03:14                          |                          |          |  |

| Bonus tracks (Edición especial) |                                    |          |  |
| N.º                             | Título                             | Duración |  |
| 16.                             | «Universal prayer (feat. Jamelia)» | 4:03     |  |
| 1:03:00                         |                                    |          |  |

| 111: Ciento once |                                          |          |  |
| N.º              | Título                                   | Duración |  |
| 1.               | «Ciento once»                            | 4:19     |  |
| 2.               | «Perverso»                               | 3:51     |  |
| 3.               | «Tardes negras»                          | 4:25     |  |
| 4.               | «Ti voglio bene (Desde mañana no lo sé)» | 4:48     |  |
| 5.               | «En el baño al aeropuerto»               | 2:49     |  |
| 6.               | «No me lo puedo explicar»                | 3:59     |  |
| 7.               | «Mi abuela»                              | 3:31     |  |
| 8.               | «10 piegamenti!»                         | 2:51     |  |
| 9.               | «Temple bar»                             | 4:06     |  |
| 10.              | «Giugno '84»                             | 3:12     |  |
| 11.              | «Eri come l'oro e ora sei come loro»     | 3:51     |  |
| 12.              | «Quien no tiene talento enseña»          | 4:45     |  |
| 13.              | «13 años»                                | 3:27     |  |
| 14.              | «Perdona (Bonus track)»                  | 4:01     |  |
| 15.              | «Alucinado (Bonus track)»                | 5:05     |  |
| 59:00            |                                          |          |  |

| Bonus tracks (Edición especial) |                                    |          |  |
| N.º                             | Título                             | Duración |  |
| 16.                             | «Universal prayer (feat. Jamelia)» | 4:03     |  |
| 1:03:03                         |                                    |          |  |

- En DVD de la Edición especial incluye además:
  - Rojo relativo: Documental
  - 111: Documental
  - Tardes negras (Video)
  - Sere nere (Video)